# 天水冰山录
《天水冰山录》，成书于中国清代，为明代权臣严嵩家产籍没册之抄本。

## 成书
严嵩为明朝嘉靖年间权臣，把持朝政二十余年，后世多视之为权奸。嘉靖四十四年（1565年），严嵩失势，被判抄家。当时的官员将严氏一族被抄没的财产编列成册，是为严氏籍没册。清雍正五年（1727年），时人周石林得到一编严氏籍没册，但刊本残缺、目次错乱，周氏遂重新整理誊录，命名为《天水冰山录》，取“太阳一出冰山颓”之意。周石林抄本后来刊入《知不足斋丛书》第十四集，遂广为人知。

## 内容
《天水冰山录》共计6万余字，所纪录的严嵩家财分为三大类：先是金银珠玉奇玩之器，其后为钱钞、古籍、书画石刻，最后为当变银的房屋田产、家私器用、书籍等。每一类下面均列出籍没品名称和数量，每类计总数量。末列分委查理官员职名，并附录查抄张居正和朱宁（钱宁）家财概况。
据《天水冰山录》记载，严氏一族被查抄的黄金数以万两计，白银更是高达200余万两，其它器具文玩更是不计其数；另外，严嵩及其子严世蕃还囤积了大量土地房舍。总价值以如今人民币购买力计算则数以亿计。
由于罗列较为细致，《天水冰山录》后来亦变相成为收藏品鉴赏目录。也有学者通过此书来分析明朝的风土人情等。